# Placówka Straży Celnej „Chylonia”

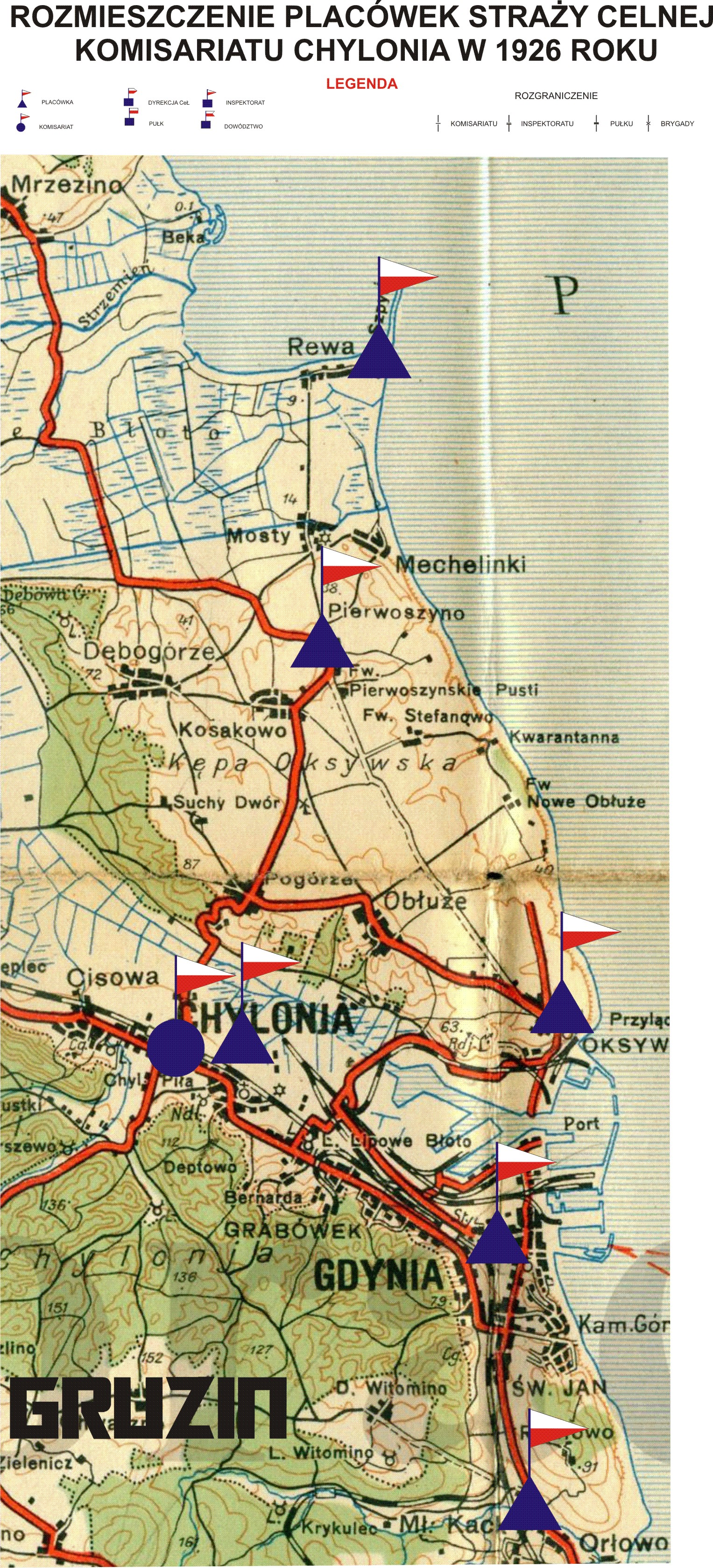
Komisariat Chylonia

Placówka Straży Celnej „Chylonia” – jednostka organizacyjna Straży Celnej pełniąca w okresie międzywojennym służbę ochronną na granicy państwowej.

## Formowanie i zmiany organizacyjne
Na wniosek Ministerstwa Skarbu, uchwałą z 10 marca 1920 roku, powołano do życia Straż Celną. Jednostki Straży Celnej rozpoczęły przejmowanie odcinków granicy od pododdziałów Batalionów Celnych. W 1921 roku w Chyloni stacjonował sztab 1 kompanii 19 batalionu celnego. 1 kompania celna wystawiła między innymi placówkę w Chyloni. Proces tworzenia Straży Celnej trwał do końca 1922 roku. Placówka Straży Celnej „Chylonia” weszła w podporządkowanie komisariatu Straży Celnej „Chylonia” z Inspektoratu SC „Wejherowo”.
W drugiej połowie 1927 roku przystąpiono do gruntownej reorganizacji Straży Celnej. W praktyce skutkowało to rozwiązaniem tej formacji granicznej. Ochronę północnej, zachodniej i południowej granicy państwa przejęła powołana z dniem 2 kwietnia 1928 roku Straż Graniczna. W strukturach nowo powstałej formacji placówki „Chylonia” nie odtworzono

## Służba graniczna
Sąsiednie placówki
- placówka Straży Celnej „Mały Kack” ⇔ placówka Straży Celnej „Oksywie” – 1926[9]

## Funkcjonariusze placówki
Kierownicy placówki
| stopień          | imię i nazwisko, numer | okres pełnienia służby | kolejne stanowisko |
| ---------------- | ---------------------- | ---------------------- | ------------------ |
| starszy strażnik | Franciszek Bober (522) | był w 1926             |                    |

Obsada personalna placówki w 1926:
- starszy strażnik Franciszek Bober (522)
- strażnik Antoni Łasiński (711)
- strażnik Stanisław Wiśniewski (882)
- strażnik Maksymilian Jarzemski (3154)
- strażnik Michał Goździewski (3141)